# Herminia hypocritalis
Herminia hypocritalis är en fjärilsart som beskrevs av Ferguson 1982. Herminia hypocritalis ingår i släktet Herminia och familjen nattflyn. Inga underarter finns listade i Catalogue of Life.